# حبيبي دائما (فلم)
حبيبى دائماً، فيلم رومانسي مصري بطولة: نور الشريف، بوسى، سعيد عبد الغني، سوسن بدر ، نعيمة وصفي. إنتاج عام 1980 أنتجته: أن بي للإنتاج السينمائي وإخراج: حسين كمال.

## الأحداث
ترضخ فريدة (بوسى) لضغط والدها وتتزوج من رجل الأعمال الكبير أسامة (سعيد عبد الغني) رغم حبها لطالب بكلية الطب وهو إبراهيم (نور الشريف) ـ وتعيش مع أسامة في باريس وتنقلب حياتها حياة تعيسة. ويتوالى نجاح إبراهيم في عمله بعد تخرجه في كلية الطب، لكنه كان يعيش دائماً في وحدة لا تنقطع ومع ذكريات حبه لفريدة. وينتقل في المناصب حتي يصبح طبيباً لامعاً مشهوراً. ويتم طلاق فريدة في باريس بسبب شكل حياة زوجها الأوروبية التي تتنافى مع التقاليد الشرقية التي تربت عليها، ثم تعود إلى القاهرة.
كانت فريدة دائمة الشكوى من صداع شديد بالرأس، وحين أشتد ألم الصداع المتناوب في رأسها انتهزت جدتها -التركية الأصل- الفرصة لتعرضها على إبراهيم، وبعد الفحوصات والتحاليل يشك إبراهيم أنها مصابة بمرض خبيث مميت فينهار، ويخفي عنها الحقيقة وعن أهلها ويوافق والديها ويباركا زواجهما، ويسافرا معاً إلي لندن؛ وهناك تجري فريدة التحاليل والفحوصات مرة أخرى ليتأكد إبراهيم بالفعل أنها مريضة، فييأس ويحزن حزناً شديداً، ثم تُفاجأ فريدة هي الأخرى بحقيقة مرضها الذي لا شفاء منه، ويعودون معاً إلى مصر، وهنا ينتهي الفيلم بمشهد فريدة وإبراهيم على البحر تحتضر وهي في أحضانه.

## روابط خارجية
- مقالات تستعمل روابط فنية بلا صلة مع ويكي بيانات